# Barbie als Rapunzel
Barbie als Rapunzel (Engels: Barbie as Rapunzel) is een Amerikaanse digitale animatie- en motioncapturefilm uit 2002, geregisseerd door Owen Hurley. Het was de tweede film over Barbie sinds 1987 en de tweede in een serie van digitaal geanimeerde Barbiefilms. Barbie speelt in deze film Rapunzel, een jonge vrouw met lang blond haar die wordt vastgehouden in het landhuis van Gothel. Het verhaal is gebaseerd op Raponsje van de gebroeders Grimm. 

## Verhaal
Barbie en Shelly zijn aan het schilderen, maar Shelly is onzeker over haar schilderkunsten. Daarop vertelt Barbie een verhaal over Rapunzel, bij wie schilderen haar leven redde.
Lang geleden leefde er een jonge vrouw, Rapunzel, met lang blond haar dat reikte tot op de grond. Ze is opgevoed door Gothel, omdat haar ouders haar als baby hebben achtergelaten, en dient nu als haar dienstmeid. Ze wonen in een bos in een landhuis dat door een magische wand is afgeschermd van de buitenwereld. Gothel kan met behulp van de draak Hugo hierover vliegen, maar Rapunzel mag het landhuis niet verlaten. Gelukkig kan ze zich uitleven in haar schilderkunsten en heeft ze twee goede vrienden, de jonge draak Penelope en Hobie, een konijn.
Rapunzel ontdekt echter een geheime ingang naar de kelder. Daar vindt ze een cadeau van haar ouders voor haar, een zilveren haarborstel waarin een boodschap gegraveerd staat: 'Eeuwig als een ster of maan, blijft onze liefde voor jou bestaan.'  Ze begrijpt niet waarom Gothel dat voor haar zou achterhouden.
Rapunzel vindt dankzij Penelope een tunnel onder de kelder en grijpt haar kans om iets van de buitenwereld te kunnen zien. Ze ontdekt vlakbij een dorp, waar ze het bestaan niet van af wist. Net buiten het dorp ziet ze een meisje dat in een put valt en ze redt haar. Haar oudere broer bedankt haar hiervoor. Hij blijkt prins Stefan te zijn, maar dat weet Rapunzel niet. Hij vertelt dat koning Wilhelm, de heerser van een ander koninkrijk, de putten heeft laten graven vanwege een vete met koning Frederik, de vader van prins Stefan. Zonder elkaars naam te weten, keert Rapunzel terug naar het landhuis in de hoop dat Gothel haar afwezigheid niet heeft opgemerkt. Maar de fret Otto heeft haar en prins Stefan gezien en rapporteert dit aan zijn meesteres, Gothel. Zij wil weten wie de man was, maar Rapunzel blijft herhalen dat ze niet weet hoe hij heet. Daarop straft Gothel haar door met magie al haar schilderijen te vernietigen en haar kamer om te toveren tot een grote toren, waar ze niet meer uit kan. Ze beveelt Hugo om haar te bewaken zodat ze niet kan ontsnappen. 
's Nachts heeft Rapunzel een nachtmerrie over Gothel en prins Stefan. Ze schrikt wakker en neemt haar haarborstel om nog eens te lezen wat de boodschap van haar ouders was. Tegen zichzelf zegt ze dat ze ooit vrij zal zijn. Wanneer ze weer gaat slapen, verandert haar haarborstel in een penseel.
Rapunzel gebruikt het penseel om op de muren te schilderen en het dorp verschijnt op de muur. Ze ontdekt dat het schilderij kan gebruikt worden als doorgang naar het dorp en gaat er doorheen. Op die manier ontmoet ze prins Stefan opnieuw, maar ze staat erop dat hij haar zijn naam niet vertelt, uit angst voor Gothel. Prins Stefan nodigt haar uit voor het gemaskerd bal op het kasteel die avond. Penelope maakt zich ondertussen zorgen om haar vader, Hugo. Hij had namelijk als opdracht gekregen om Rapunzel te bewaken. Ze is dan ook bang voor wat Gothel haar vader zal aandoen als ze ontdekt dat Rapunzel weg is. Daarom stapt ook zij in het schilderij om Rapunzel terug te halen. Rapunzel gaat met Penelope akkoord, maar ze zal enkel voor die avond terugkeren, zodat Hugo gewaarschuwd kan worden en iedereen het landgoed daarna voorgoed kan verlaten. Na het bal die avond, zal ze niet meer terugkeren naar de toren. Om terug in de toren te geraken, schildert ze de toren op een deur in de buurt en samen stappen ze in het schilderij. 
Rapunzel ontdekt in de toren dat ze niet enkel plaatsen kan schilderen met het magische penseel, maar ook jurken. Zo schildert ze haar eigen baljurk voor het gemaskerd bal. Otto ontdekt echter haar uitnodiging en geeft die aan Gothel. Zij vernietigt daarop het schilderij van het dorp en het penseel zelf. Ook knipt ze het lange blonde haar van Rapunzel af. Omdat Rapunzel nog altijd niet vertelt wie de man was die ze had ontmoet, spreekt ze een vloek uit over de toren dat die de liegende gevangene nooit meer mag laten gaan. 
Omdat de spreuk echter enkel werkt voor een liegende gevangene, kan Rapunzel ontsnappen met de hulp van haar vrienden.  Zij heeft namelijk nooit gelogen over dat ze de naam van prins Stefan niet weet. Op het bal lokt Gothel prins Stefan uit het kasteel, omdat ze dankzij het haar van Rapunzel kan doen alsof ze Rapunzel zelf is. Op hetzelfde moment vallen de troepen van koning Wilhelm het kasteel binnen. Hij beschuldigt koning Frederik ervan zijn dochter te hebben ontvoerd. Op dat moment komen prins Stefan en Gothel het kasteel binnen en Gothel bekent dat zij zijn dochter heeft ontvoerd, omdat koning Wilhelm niet met haar wilde trouwen. Ook Rapunzel komt aan op het kasteel en koning Wilhelm ziet voor het eerst zijn dochter terug. Rapunzel lokt Gothel naar de deur waarop ze de toren had geschilderd en zorgt ervoor dat ze in het schilderij loopt. Op die manier zit Gothel nu gevangen in de toren, omdat zij wel een leugenaar is. Rapunzel wordt herenigd met haar ouders en trouwt met prins Stefan. De vete tussen de twee koninkrijken wordt beëindigd. 
Shelly merkt op dat Rapunzel schilderde wat ze droomde en vindt daarop de moed om zelf ook aan haar schilderij te beginnen. 

## Muziek
De muziek werd verzorgd door Arnie Roth en Symfonie nr. 9 van Dvořák wordt herhaaldelijk gebruikt in de film. Deze wordt ook wel de New World Symphony genoemd, wat in de film een referentie zou zijn naar Rapunzels uitstap naar 'de nieuwe wereld' van het dorp. Daarnaast is er ook The Rapunzel Theme, geschreven door Arnie Roth en gezongen door Becky Taylor. Eeuwig als een Ster of Maan is geschreven door Rob Hudnut en Arnie Roth en uitgevoerd door Marlies Somers en Wish Upon A Star is geschreven door Nicals Molinder en Joacim Persson en gezongen door Samantha Mumba. Eeuwig als een Ster of Maan is een vertaling van Constant As the Stars Above.  

## Plaats binnen de Barbiefilms
| Vorige Film                     | Volgende Film                   |
| ------------------------------- | ------------------------------- |
| Barbie in De Notenkraker (2001) | Barbie en het Zwanenmeer (2003) |

## Rolverdeling
| Personages      | Nederlandse stemmen   | Engelse stemmen   |
| --------------- | --------------------- | ----------------- |
| Barbie          | Laura Vlasblom        | Kelly Sheridan    |
| Shelly          | Kirsten Fennis        | Chantal Strand    |
| Rapunzel        | Laura Vlasblom        | Kelly Sheridan    |
| Prins Stefan    | Bart Bosch            | Mark Hildreth     |
| Prinses Katrina | Kirsten Fennis        | Chantal Strand    |
| Gothel          | Paula Majoor          | Anjelica Huston   |
| Penelope        | Anneke Beukman        | Cree Summer       |
| Hugo            | Hans Hoekman          | David Kaye        |
| Hobie           | Jon van Eerd          | Ian James Corlett |
| Otto            | Rolf Koster           | Peter Kelamis     |
| Koning Wilhelm  | Just Meijer           | Christopher Gaze  |
| Koning Frederik | Pim Koopman           | Russell Roberts   |
| Dunne soldaat   | Dieter Jansen         | Peter Kelamis     |
| Dikke soldaat   | Edward Reekers        | Terry Klassen     |
| Generaal        | Fred Meijer           | David Kaye        |
| Bakker          | Fred Meijer           | Terry Klassen     |
| Melody          | Anne Zwaan            | Britt McKillip    |
| Tommy           | Jurre Wieten          | Danny McKinnon    |
| Lorena          | Llyn Meyenveldt       | Jocelyne Loewen   |
| Zilversmid      | Reinder van der Naalt | Dale Wilson       |
| Wacht           | Reinder van der Naalt | Ian James Corlett |

- Lied: Eeuwig als een ster of maan - Marlies Somers
- Lied: Barbie Rapunzel Theme - Becky Taylor/Riva Taylor[1]

## Nederlandstalige productie
- Vertaler - Huub Dikstaal
- Regisseur - Laura Vlasblom en Bert Marskamp
- Mixage - Brian Christiansen
- Techniek - Jonas Leopold
- Productie - Tenna Schmolker Hornehoj en Barry Worsteling
- Producer - Svend Christiansen
- Opnamestudio - Sun Studio Holland

## Overige informatie
- Elke Barbiefilm draait om een bepaalde moraal en deze wordt weergegeven op het einde van de aftiteling. Bij deze film is dat: 'Love and imagination can change the world' ofwel 'Liefde en verbeeldingskracht kunnen de wereld veranderen'.